# Стефан Томаш
Стефан Томаш (на босненски: Stjepan Tomaš) (? – 10 юли 1461) е крал на Босна.
Той бил незаконороден син на крал Остоя Котроманич и бил обявен за босненски крал след смъртта през 1443 г. на бездетния Твъртко II.
В младостта си Стефан Томаш подобно на повечето босненци бил богомил, но две години след възкачването си на престола приел католицизма. На 19 май 1445 г. папа Евгений IV признал кралската му титла и едновременно с това му дал разрешение да се разведе с първата си съпруга Вояча, тъй като този брак не бил признат от католическата църква. Една година по-късно, на 26 май 1446, Стефан Томаш се оженил за Катарина Косача, дъщерята на Стефан Косача, което сложило край на гражданската война водена от двамата от 1443 г.
Стефан Томаш умира през 1461 г. на възраст около 50 години и е погребан в кралската гробница в крепостта Бобовац. Наследява го синът му Стефан Томашевич.

## Семейство
От брака си с Вояча Стефан Томаш имал син Стефан Томашевич, последният крал на Босна до гибелта си през 1463 г.
От брака си с Катарина Косача имал три деца:
- Катарина
- Сигизмунд Томашевич, пленен от османците и приел исляма заедно с името Исхак-бей Кралоглу
- син (неизвестно име)